# Anarta insolita
Anarta insolita is een vlinder uit de familie uilen (Noctuidae). De wetenschappelijke naam is voor het eerst geldig gepubliceerd in 1889 door Staudinger.
De soort komt voor in Europa.